# Staroměstské náměstí (Litovel)
Staroměstské náměstí je veřejné prostranství v severní části Litovle. Typologicky jde o protáhlou náves, na severu přechází v Uničovskou ulici. Uprostřed náměstí stojí kostel svatých Jakuba a Filipa. O náměstí jde oficiálně až od roku 1930, dříve byla plocha chápána jako součást Staroměstské (dnes Uničovské) ulice. V letech 1940–1945 neslo náměstí název Altstädterplatz.
Náměstí stojí uprostřed čtvrti Staré město, která se rozkládá na místě bývalé rybářské osady. Náměstí s centrální a trhovou funkcí a kostelem tu existovalo již před založením města Litovel ve 13. století. Kolem kostela se rozkládal hřbitov, využívaný až do roku 1902.
Na náměstí se nachází dva památkově chráněné objekty z 18. století: kamenný kříž a sloup Nejsvětější trojice.

## Další fotografie

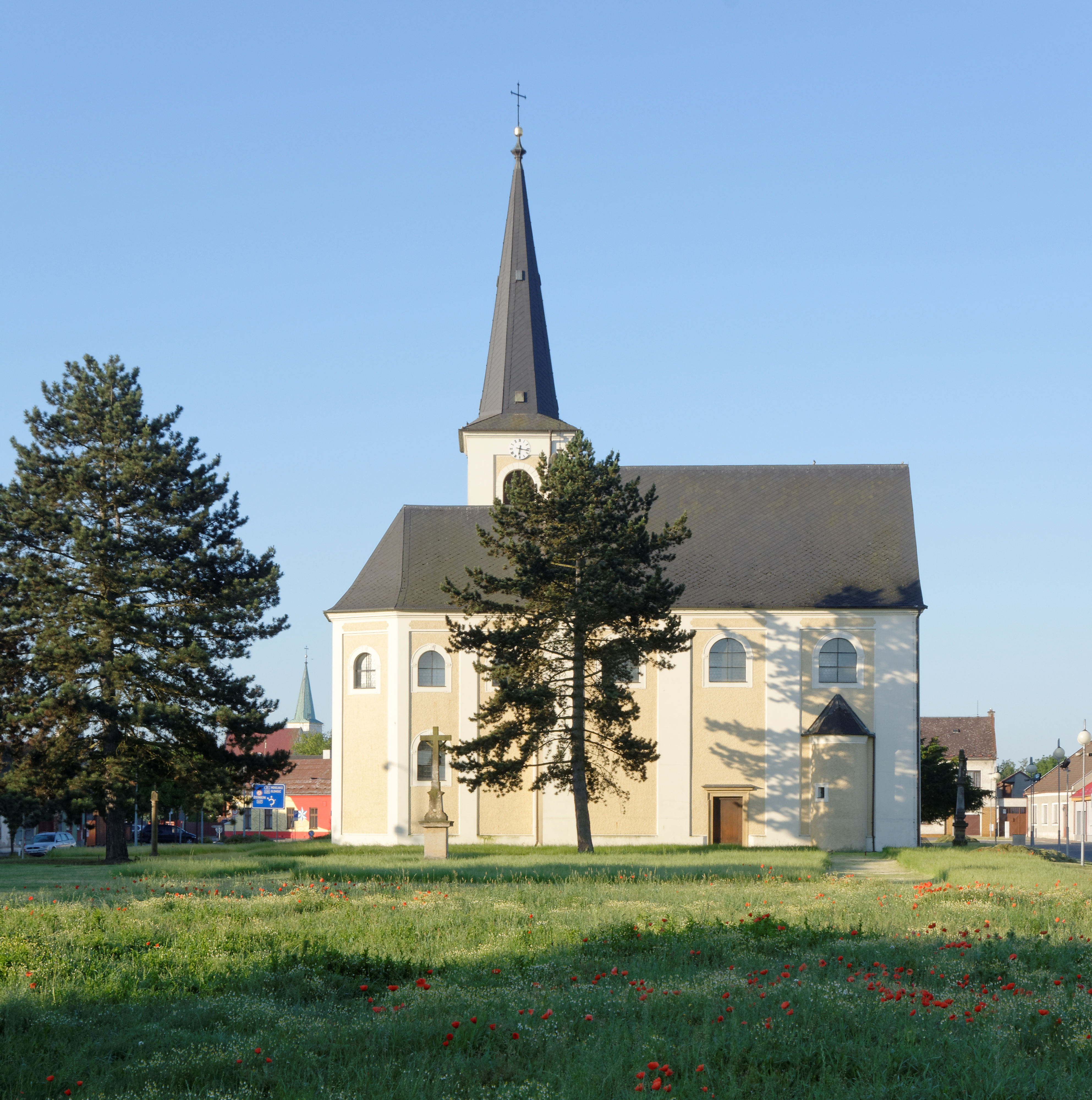
Kostel svatých Jakuba a Filipa
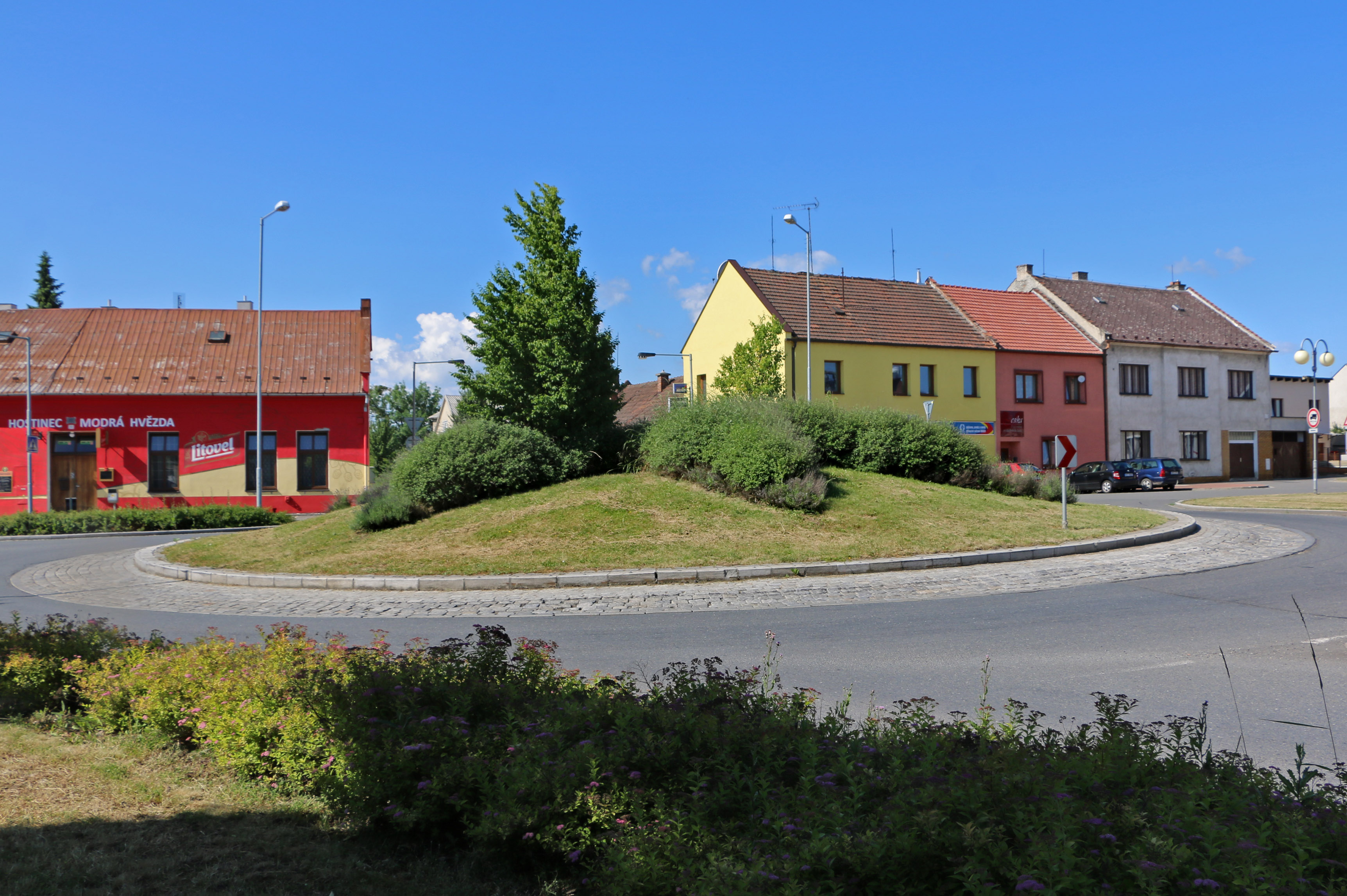
Jižní část náměstí
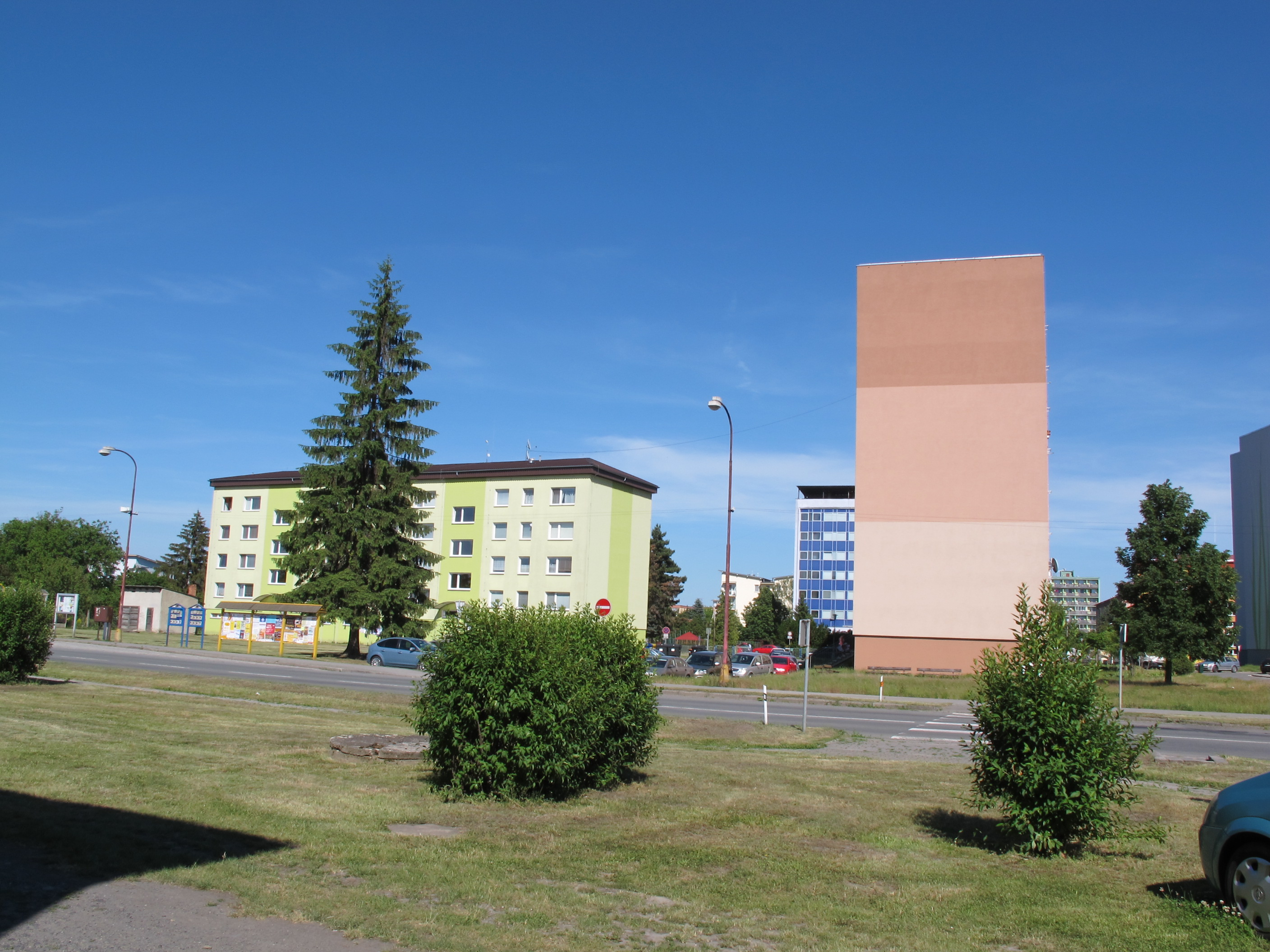
Sídliště vedle náměstí
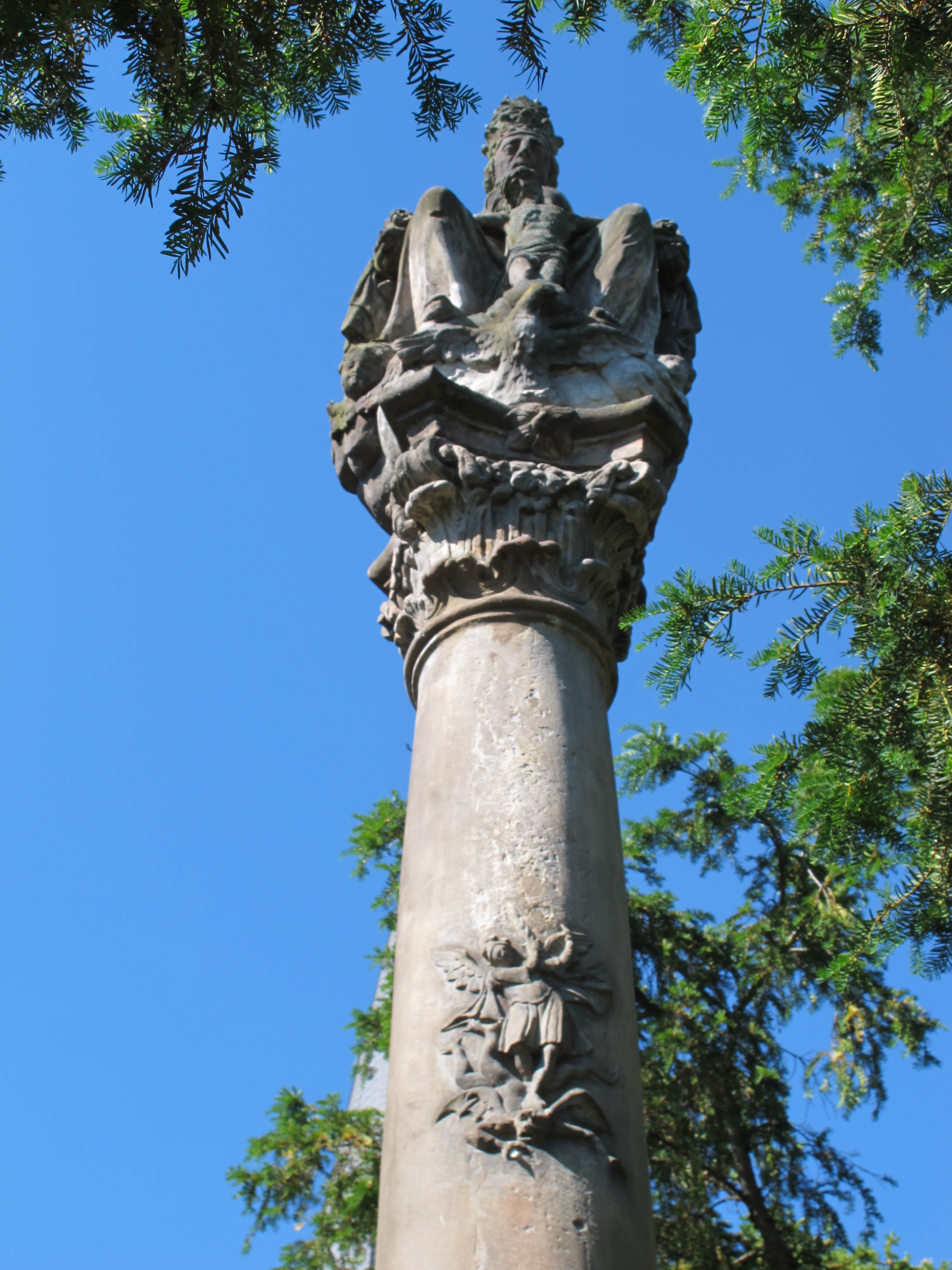
Vrchol sloupu Nejsvětější Trojice